# CBC新聞
CBC新闻（CBC News）是加拿大广播公司的一个部门，负责该公司的英语新闻和新闻节目制作。CBC新聞成立于1941年，是加拿大最大的新闻广播公司。

## 历史
CBC的第一个新闻广播是1936年11月2日成立的双语广播报道。 CBC新闻于 1941年1月1日在二战成立 。CBC News Online 网站于1998年推出。 